# Théorème des deux carrés de Fermat
Pour les articles homonymes, voir Théorèmes de Fermat.

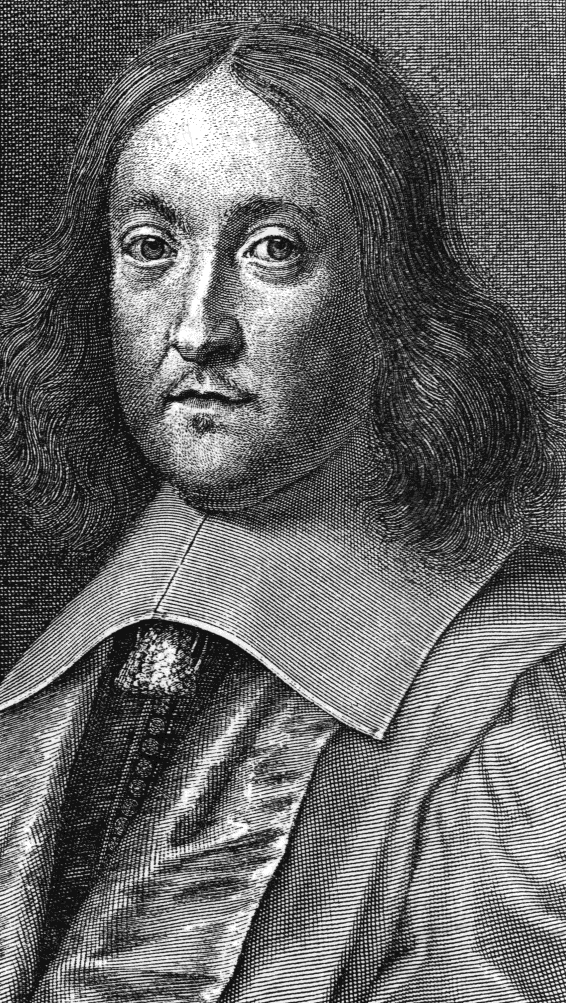
Pierre de Fermat (1601-1665).

En mathématiques, le théorème des deux carrés de Fermat énonce les conditions pour qu’un nombre entier soit la somme de deux carrés parfaits (c'est-à-dire de deux carrés d’entiers) et précise de combien de façons différentes il peut l’être. Par exemple, selon ce théorème, un nombre premier impair (c'est-à-dire tous les nombres premiers sauf 2) est une somme de deux carrés parfaits si et seulement si le reste de sa division euclidienne par 4 est 1 ; dans ce cas, les carrés sont déterminés de manière unique. On peut le vérifier sur 17 (= 4 × 4 + 1) ou 97 (= 24 × 4 + 1), qui sont bien tous deux d’une seule façon une somme de deux carrés (17 = 12 + 42 et 97 = 92 + 42), alors que des nombres premiers comme 7 (= 4 × 1 + 3) ou 31 (= 4 × 7 + 3) ne sont pas des sommes de deux carrés. Ce résultat est parfois nommé simplement théorème des deux carrés ou bien encore théorème de Fermat de Noël.
Il s’inscrit dans la longue histoire de la représentation de nombres comme sommes de carrés qui remonte à l'Antiquité. Il est explicité par Pierre de Fermat au XVIIe siècle, mais la première preuve publiée connue est l'œuvre de Leonhard Euler un siècle plus tard. Sa démonstration ne clôt pas les interrogations. Des nouvelles preuves et diverses généralisations sont proposées au cours des siècles suivants. Elles ont joué un rôle important dans le développement d’une branche des mathématiques appelée théorie algébrique des nombres.
À l'instar de beaucoup d'équations diophantiennes, c’est-à-dire d’équations dont les coefficients et les solutions cherchées sont des nombres entiers ou fractionnaires, la simplicité de l'énoncé cache une difficulté réelle de démonstration. Certaines des preuves proposées ont aidé à la mise au point d'outils parfois sophistiqués, comme les courbes elliptiques ou la géométrie des nombres, liant ainsi la théorie des nombres élémentaire à d’autres branches des mathématiques.

## Présentation du théorème

### Le cas des nombres premiers
Certains nombres premiers sont sommes de deux carrés parfaits. C’est bien sûr le cas de 2 (= 12 + 12) ; de même, 5 est la somme de 1 et de 4. D'autres comme 3 ou 7 ne vérifient pas cette propriété. Un test systématique jusqu'à 40 montre que : 
En revanche, 3, 7, 11, 19, 23 et 31 ne se décomposent pas ainsi. Le théorème fournit un critère général permettant de discriminer ces deux situations :
Théorème des deux carrés de Fermat (cas des nombres premiers) — Un nombre premier impair p est somme de deux carrés parfaits si et seulement si p est un nombre premier de Pythagore, c'est-à-dire congru à 1 modulo 4 :
De plus, cette décomposition est alors unique, à l'échange près de x2 et y2.
On peut démontrer de façon élémentaire qu'il y a une infinité de nombres premiers dans chacune des deux classes impaires de congruence modulo 4 (celle de 1 et celle de –1).

### Le cas général
Si, dans un premier temps, les entiers de 1 à 50 sont écrits sur quatre lignes en fonction du reste de leur division par quatre, on obtient :
| {\displaystyle {\color {White}0}}      | {\displaystyle {\color {OliveGreen}4}} | {\displaystyle {\color {OliveGreen}8}}  | {\displaystyle {\color {red}12}}        | {\displaystyle {\color {OliveGreen}16}} | {\displaystyle {\color {OliveGreen}20}} | {\displaystyle {\color {red}24}}        | {\displaystyle {\color {red}28}}        | {\displaystyle {\color {OliveGreen}32}} | {\displaystyle {\color {OliveGreen}36}} | {\displaystyle {\color {OliveGreen}40}} | {\displaystyle {\color {red}44}}        | {\displaystyle {\color {red}48}}        |
| {\displaystyle {\color {OliveGreen}1}} | {\displaystyle {\color {OliveGreen}5}} | {\displaystyle {\color {OliveGreen}9}}  | {\displaystyle {\color {OliveGreen}13}} | {\displaystyle {\color {OliveGreen}17}} | {\displaystyle {\color {red}21}}        | {\displaystyle {\color {OliveGreen}25}} | {\displaystyle {\color {OliveGreen}29}} | {\displaystyle {\color {Red}33}}        | {\displaystyle {\color {OliveGreen}37}} | {\displaystyle {\color {OliveGreen}41}} | {\displaystyle {\color {OliveGreen}45}} | {\displaystyle {\color {OliveGreen}49}} |
| {\displaystyle {\color {OliveGreen}2}} | {\displaystyle {\color {Red}6}}        | {\displaystyle {\color {OliveGreen}10}} | {\displaystyle {\color {Red}14}}        | {\displaystyle {\color {OliveGreen}18}} | {\displaystyle {\color {Red}22}}        | {\displaystyle {\color {OliveGreen}26}} | {\displaystyle {\color {Red}30}}        | {\displaystyle {\color {OliveGreen}34}} | {\displaystyle {\color {Red}38}}        | {\displaystyle {\color {Red}42}}        | {\displaystyle {\color {red}46}}        | {\displaystyle {\color {OliveGreen}50}} |
| {\displaystyle {\color {Red}3}}        | {\displaystyle {\color {Red}7}}        | {\displaystyle {\color {Red}11}}        | {\displaystyle {\color {Red}15}}        | {\displaystyle {\color {Red}19}}        | {\displaystyle {\color {Red}23}}        | {\displaystyle {\color {Red}27}}        | {\displaystyle {\color {Red}31}}        | {\displaystyle {\color {Red}35}}        | {\displaystyle {\color {Red}39}}        | {\displaystyle {\color {Red}43}}        | {\displaystyle {\color {red}47}}        | {\displaystyle {\color {White}51}}      |

Les entiers notés en vert sont ceux qui peuvent s'écrire comme la somme de deux carrés parfaits, les entiers pour lesquels une telle écriture est impossible sont notés en rouge. On constate que la quatrième ligne ne contient pas de solution. Or le produit d'un nombre pair de facteurs de la forme 4k + 3 est de la forme 4k + 1, donc cette dernière ligne ne contient que des nombres qui ont un nombre impair de facteurs premiers de la forme 4k + 3. Ceci donne une piste pour comprendre la situation générale. On a :
Théorème des deux carrés (cas général) — Un entier supérieur ou égal à 1 est somme de deux carrés si et seulement si chacun de ses facteurs premiers de la forme 4k + 3 intervient avec un exposant pair.
Ainsi 30 = 2×3×5 n’est pas somme de carrés car dans sa décomposition en facteurs premiers, 3 intervient avec un exposant 1. En revanche, 45 = 32×5 est somme de carrés, car 3 intervient à la puissance 2 (on trouve bien que 45 = 62 + 32).
La question du nombre de paires de carrés dont la somme est égale à un entier n donné, est aussi plus difficile ; ce nombre dépend des exposants des facteurs de n de la forme 4k + 1. En écrivant n = n'p1ap2bp3c…, où n' est divisible seulement par 2 et des facteurs premiers de la forme 4k + 3 et où les différents pi sont les facteurs premiers de la forme 4k + 1, et en notant m le produit (a + 1)(b + 1)(c + 1)…, alors le nombre de décompositions différentes de n (normalisées, c.-à-d. sous la forme x2 + y2 avec x ≥ y ≥ 0) est égal à m/2 si m est pair, c'est-à-dire si l'un au moins des exposants a, b, c… est impair, et à (m + 1)/2 si m est impair, c'est-à-dire si tous les exposants sont pairs. En particulier, la décomposition est unique lorsque m est égal à 1 ou 2, c'est-à-dire lorsque n ne possède aucun facteur premier de la forme 4k + 1, ou alors un seul et avec exposant 1.
Une autre expression équivalente du nombre de décompositions a été donnée par Charles Gustave Jacob Jacobi :
Théorème des deux carrés (compléments) — Soit n un entier supérieur ou égal à 1 et r2(n) le nombre de représentations de n comme somme de deux carrés. Soit d1 (resp. d3) le nombre de diviseurs (pas nécessairement premiers) de n congrus à 1 (resp. 3) modulo 4, la formule suivante est vérifiée :
Ici, on compte toutes les représentations (non normalisées), même celles qui ne diffèrent que par le signe ou l'ordre. Par exemple, 5 = (±2)2 + (±1)2 = (±1)2 + (±2)2 admet 8 représentations comme somme de deux carrés.
Un dernier aspect important est la construction explicite des carrés dont la somme est égale à un entier donné.

## Histoire

### Antiquité: premiers résultats

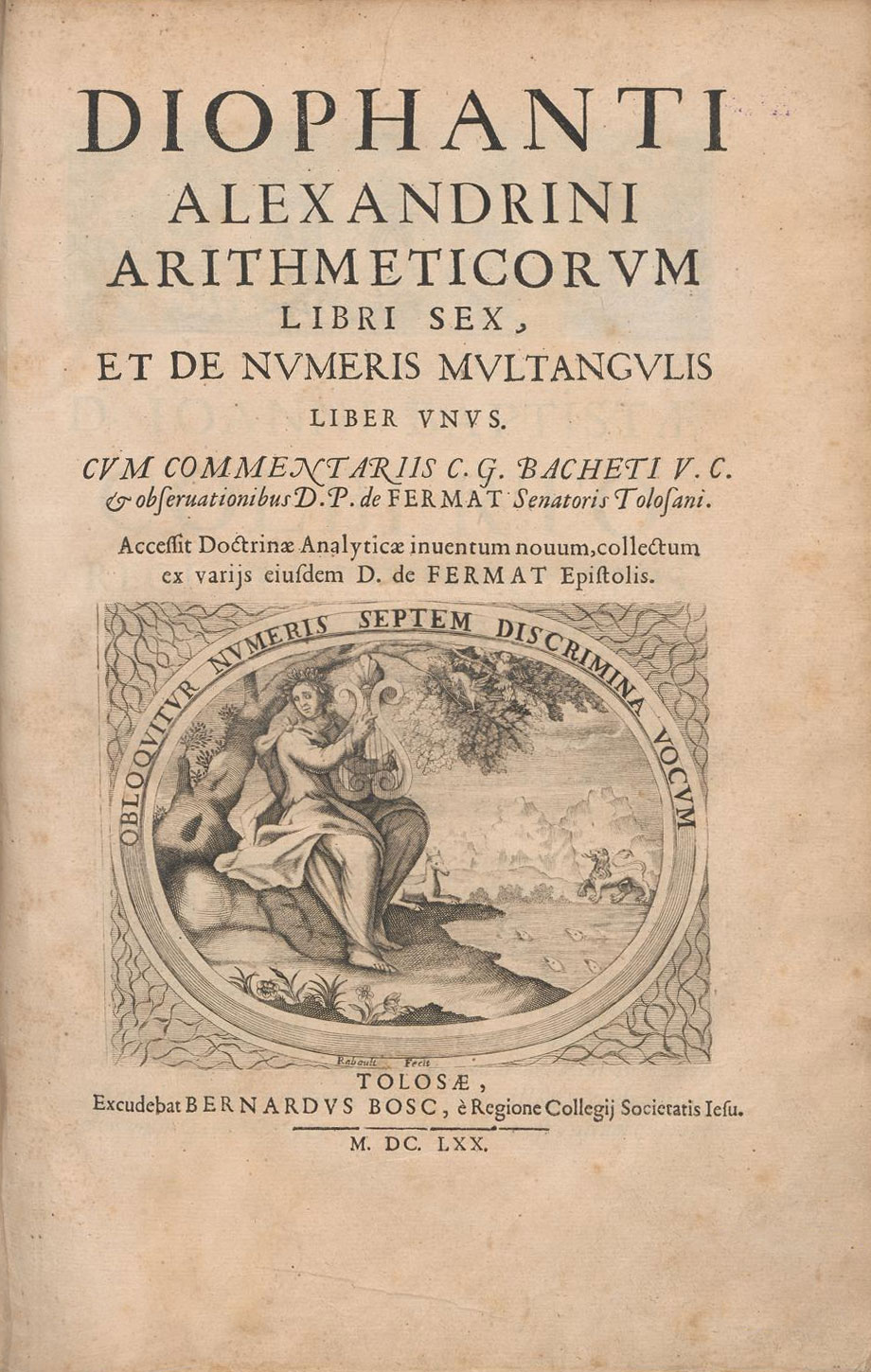
Édition de 1670 des Arithmétiques de Diophante d'Alexandrie.

L'intérêt pour les sommes de carrés remonte à l’Antiquité : on trouve de telles sommes dans des tablettes en cunéiforme du début du IIe millénaire avant notre ère et deux lemmes ajoutés au théorème X.28 dans les Éléments d'Euclide expliquent comment construire des carrés parfaits dont la somme ou la différence forment encore des carrés parfaits, ou au contraire comment ne pas obtenir un carré en sommant deux carrés.
Mais c’est dans la tradition diophantienne que l’on trouve des traces plus précises sur les nombres sommes de carrés. Les Arithmétiques, composées à une date incertaine, contiennent des problèmes dont les solutions cherchées sont rationnelles ou entières. Un grand nombre d’entre eux concerne les nombres carrés ou cubiques (en l’occurrence des carrés ou des cubes de nombres rationnels). À titre d'exemples, le problème 11 du livre II est le suivant : « Ajouter un même nombre à deux nombres donnés de manière que chacun d'eux forme un carré », ou encore le problème 22 du livre IV : « Trouver trois nombres tels que le nombre solide issu de ces nombres [autrement dit, le produit de ces trois nombres], augmenté de chacun d’eux, forme un carré. ». Pour résoudre toutes ces questions, Diophante introduit une « quantité indéterminée d’unités » qu’il appelle « arithme » et exprime en fonction d’elle toutes les données du problème (c’est donc un ancêtre de la notion d’inconnue en algèbre). Il arrive ainsi à trouver une solution numérique particulière, par exemple pour le problème II.11 la solution 97/64 si les nombres donnés sont 2 et 3, et pour le problème IV.22, la solution 1, 34/6 et (2.1/2)/6.
Plusieurs mentions pertinentes pour la détermination des nombres sommes de deux carrés apparaissent de manière dispersée dans divers problèmes. Par exemple, Diophante note sans explication que 15 ne peut être la somme de deux carrés de nombres rationnels au milieu de la solution du problème VI.14. Dans le livre III, il affirme que le nombre 65 est une somme de deux carrés de deux façons différentes, car c'est le produit de 5 et 13, eux-mêmes sommes de deux carrés. Un autre problème concerne le fait de « partager l'unité en deux parties et ajouter à chacun des fragments un nombre donné, de manière à former un carré. ». Cela signifie qu'on cherche un entier {\displaystyle c} et deux rationnels {\displaystyle x,y} tels que
ou encore, un entier c tel que 2c + 1 soit somme de deux carrés de rationnels. Diophante dit explicitement que c doit être pair, autrement dit que la division de 2c + 1 par 4 donne pour reste 1.
Certains mathématiciens lecteurs de Diophante étudieront de manière plus systématique et plus arithmétique les nombres sommes de carrés, en particulier la tradition en langue arabe de al-Khāzin, al-Sijzi, al-Samaw'al, etc.. Leur perspective combine, sur les problèmes diophantiens qui s’y prêtent, des techniques inspirées de l’algèbre naissante et un point de vue euclidien, en particulier une focalisation sur les nombres entiers et des preuves générales. Par exemple, ils montrent qu’une somme impaire de deux carrés premiers entre eux est de la forme 12k + 5 ou 12k + 1. Un contexte important est l'étude des triangles rectangles en nombres, ou triplets pythagoriciens, c'est-à-dire des nombres vérifiant a2 + b2 = c2 : en effet, si les côtés a, b, c sont premiers entre eux, c lui-même s'écrit comme une somme de carrés.

### XVIIesiècle: les énoncés

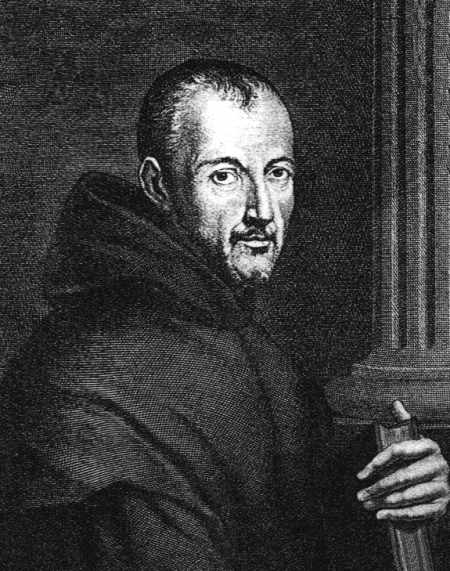
Marin Mersenne, Minime et homme de science, établit un contact épistolaire solide entre Pierre Fermat et ses contemporains.

C'est en lien direct avec les éditions et commentaires des Arithmétiques de Diophante que l'on trouve au XVIIe siècle une exploration plus systématique, puis les premiers énoncés complets de ce théorème.
Albert Girard est le premier mathématicien qui énonce le théorème.
Alors qu'il publie, en 1625, la traduction par Simon Stevin des livres de Diophante, Girard annonce sans preuve, dans ses annotations, que les nombres s'exprimant comme somme de deux carrés d'entiers sont

« I. Tout nombre quarré. II. Tout nombre premier qui excede un nombre quaternaire de l’unité. III. Le produict de ceux qui sont tels. IV. Et le double de chascun d'iceux. »

soit, comme le résume L. E. Dickson,

« Every square, every prime 4n + 1, a product formed of such numbers, and the double of one of the foregoing. »

 c'est-à-dire les nombres décrits dans l'énoncé général ci-dessus.
C'est à peu près à la même date que Marin Mersenne met en place à Paris une académie toute mathématique communiquant les résultats des différents travaux, et appuyée sur un important réseau de correspondants à travers toute l'Europe. Y participent des noms restés plus ou moins célèbres comme Étienne et Blaise Pascal, René Descartes, Bernard Frénicle de Bessy, Gilles Personne de Roberval ou encore Pierre de Carcavi, bibliothécaire du roi. Cette correspondance est une des deux principales sources pour les travaux arithmétiques de Fermat, l'autre étant ses propres commentaires à l'édition de Diophante qu'a donnée Claude-Gaspard Bachet de Méziriac en 1621. Dans ses travaux de théorie des nombres, Bachet s'inscrit dans la tradition de l'analyse diophantienne entière : il donne de nouveaux exemples numériques en entiers et surtout, des preuves à la mode euclidienne de nombreuses propositions. En particulier, il redécouvre dans Diophante (Arithmetica, III, 19) une identité remarquable prouvant que le produit de deux sommes de deux carrés est une somme de deux carrés, de deux façons différentes ; plus précisément, en notation algébrique actuelle :
Cette identité est fondamentale pour passer du cas des nombres premiers au cas général.
Mersenne encourage ses correspondants à se proposer mutuellement des problèmes, afin d’en tester la difficulté auprès des autres mathématiciens et de les stimuler dans leurs recherches. L’un des premiers proposés à Fermat en 1636 concerne les sommes de plusieurs carrés et dès mars 1638, Mersenne indique à Descartes que Fermat a prouvé qu’un nombre de la forme 4k – 1 n’est pas somme de deux carrés de rationnels. Ce résultat est élémentaire, mais en août 1640, reprenant contact avec Roberval après une interruption de leur correspondance, Fermat va plus loin :

« Voici ce que j’ai découvert depuis sur le sujet de la proposition 12 du cinquième Livre de Diophante […]. Si un nombre donné est divisé par le plus grand quarré qui le mesure et que le quotient se trouve mesuré par un nombre premier moindre de l’unité qu’un multiple du quaternaire, le nombre donné n’est ni quarré, ni composé de deux quarrés […] J’ai démontré ensuite […] : Si un nombre est composé de deux quarrés premiers entre eux, je dis qu’il ne peut être divisé par aucun nombre premier moindre de l’unité qu’un multiple du quaternaire. »

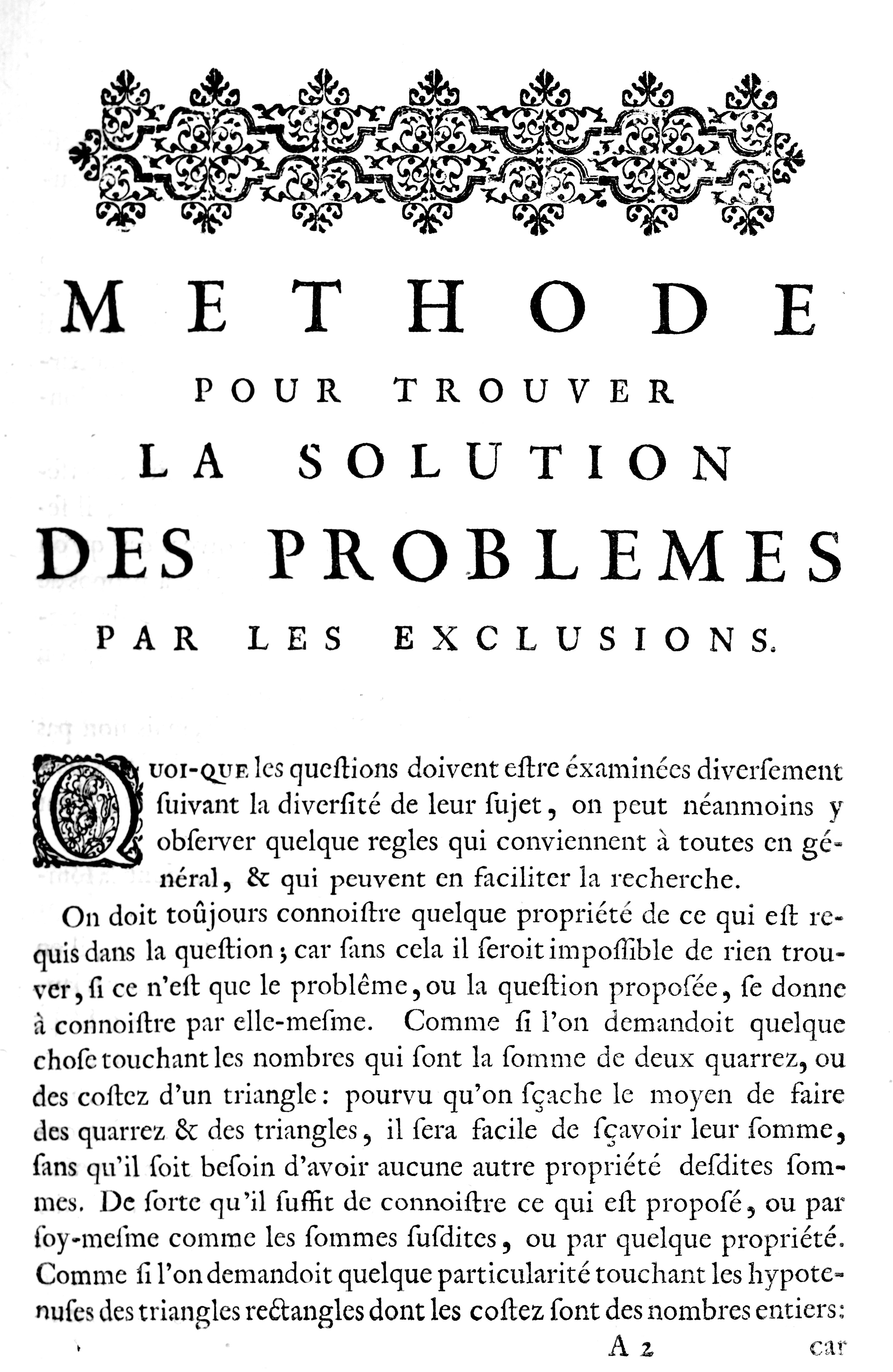
Le début de la Méthode des exclusions de Bernard Frenicle de Bessy, publiée en 1693 : on y trouve des tables de sommes de carrés et des problèmes fondés sur le théorème des deux carrés.

Autrement dit, en termes plus modernes : si l'on écrit un nombre n sous la forme d2n' avec n' sans facteur carré et que n' est divisible par un nombre premier de la forme 4k – 1, alors n n'est pas une somme de deux carrés. Et si a et b sont premiers entre eux, alors a2 + b2 n'a aucun facteur premier de la forme 4k – 1. Ces énoncés sont tous deux équivalents au « seulement si » du théorème des deux carrés dans le cas général. Le « si » (le fait que tout nombre premier de la forme 4k + 1 est somme de deux carrés) semble encore hors de portée…
Dans une longue missive à Mersenne datée du jour de Noël 1640, Fermat énonce ses fondements pour résoudre tous les problèmes liés aux sommes de carrés. Pour cette raison, le théorème est parfois appelé théorème de Fermat de Noël.

« Tout nombre premier [=p], qui surpasse de l’unité un multiple du quaternaire [tel que p = 4k + 1] est une seule fois la somme de deux quarrés, […] Le même nombre et son quarré [p2] sont chacun une fois la somme de deux quarrés; Son cube [p3] et son quarréquarré [p4] sont chacun deux fois la somme de deux quarrés ; Son carrécube [p5] et son cubecube [p6] sont chacun trois fois la somme de deux quarrés ; Etc., à l’infini. »

Ce résultat réapparaît dans le contexte de différents problèmes. Fermat y ajoute bientôt le problème de la construction même des carrés. Le théorème sur les sommes de carrés figure aussi dans les fameuses observations que Fermat a écrites en marge de l'édition de Bachet des Arithmétiques de Diophante, observations qu'on connaît par la version posthume publiée par son fils en 1670.
L'interlocuteur le plus important de Fermat sur la théorie des nombres, Frenicle, manifeste d'ailleurs qu'il a trouvé aussi cet énoncé : il demande par exemple à Fermat de trouver le plus petit nombre qui soit somme de deux carrés exactement un nombre de fois donné, et consacre le 5e exemple de son propre traité La Méthode des Exclusions au problème : « un nombre étant donné, déterminer combien de fois il est la somme de deux carrés ».

### LeXVIIesiècle: qu'en est-il des preuves?
Si l'énoncé est un bien collectif pour ces mathématiciens, il n'en est pas de même de la démonstration. Montrer qu’un nombre de la forme 4k – 1 n’est pas somme de deux carrés de rationnels peut se faire en considérant simplement les restes de la division des carrés par 4 (voir infra) : sollicité par Mersenne (voir supra), Descartes, dédaignant cet exercice proposé par Fermat comme difficile, le donne comme simple test à l'un de ses protégés, Jean Gillot. Le dénombrement des solutions, une fois l'identité de Diophante connue, est un exercice de combinatoire que plusieurs auteurs, comme Frenicle, mènent aussi à bien. Reste la preuve que tout nombre premier de la forme 4k + 1 est somme de deux carrés. Or, il existe peu (voire pas du tout) de modèles de telles preuves d'existence dans un contexte arithmétique. L'interprétation géométrique des nombres entiers, à la base des preuves euclidiennes, est très lourde. Une solution consiste en une réinterprétation algébrique de ces problèmes : tout comme Stevin, François Viète, l'inventeur d'un des premiers symbolismes algébriques cohérents à grande échelle, a ainsi reformulé une grande partie des Arithmétiques de Diophante à la fin du XVIe siècle. Mais, géométrie ou algèbre, comment garder trace du fait qu'on cherche ici des solutions entières ? Fermat est tout particulièrement conscient de cette difficulté : dans un défi mathématique aux mathématiciens d'Europe, en 1657, il déclare : « À peine trouve-t-on qui pose des problèmes purement arithmétiques, ni qui les comprenne. N'est ce pas parce que jusqu'ici l'arithmétique a été traitée géométriquement plutôt qu'arithmétiquement ? »
C'est dans le but de développer cette analyse diophantienne entière, avec des preuves, que Fermat a mis au point une méthode, celle qu'il nomme la descente infinie et qui, d'après ses dires, lui permet d'en venir à bout :

« Je fus longtemps sans pouvoir appliquer ma méthode aux questions affirmatives, parce que le tour et le biais pour y venir est beaucoup plus malaisé que celui dont je me sers aux négatives. De sorte que, lorsqu'il me fallut démontrer que tout nombre premier, qui surpasse de l'unité un multiple de 4, est composé de deux quarrés, je me trouvai en belle peine. Mais enfin une méditation diverses fois réitérée me donna les lumières qui me manquoient, et les questions affirmatives passèrent par ma méthode, à l'aide de quelques nouveaux principes qu'il y fallut joindre par nécessité. »

Fermat avait-il une démonstration complète de son théorème ? Aucune preuve rédigée par lui de ce théorème n'a subsisté, et la stratégie qu'il dit avoir employée (montrer — comment ? — que s'il existe un premier de la forme 4n + 1 non somme de deux carrés alors il en existe un autre strictement plus petit puis, par descente infinie, en déduire — curieusement, au lieu de conclure immédiatement — que 5 ne serait alors pas somme de deux carrés) n'a été concrétisée par aucun de ses successeurs. Cependant, les ingrédients qu'il a énoncés (petit théorème de Fermat, descente infinie) leur ont permis d'en élaborer d'autres.
Comme quelques autres, les premiers cas de « son » dernier théorème en particulier, l'énoncé sur les sommes de deux carrés occupe en tout cas une place centrale dans le programme de Fermat pour rénover la théorie des nombres. Quatorze ans plus tard, bien après la mort de Mersenne, on voit réapparaître ces énoncés dans un projet d'ouvrage que Fermat adresse à Blaise Pascal, puis en 1658 au cours d'un échange avec les mathématiciens anglais, John Wallis et William Brouncker, et un an plus tard, dans un bilan sur la théorie des nombres destinée au jeune Christian Huygens. Fermat remarque aussi que des lois analogues peuvent être trouvées pour les nombres premiers x2 + 2y2 = p et x2 + 3y2 = p.

### XVIIIesiècle: preuves et extensions

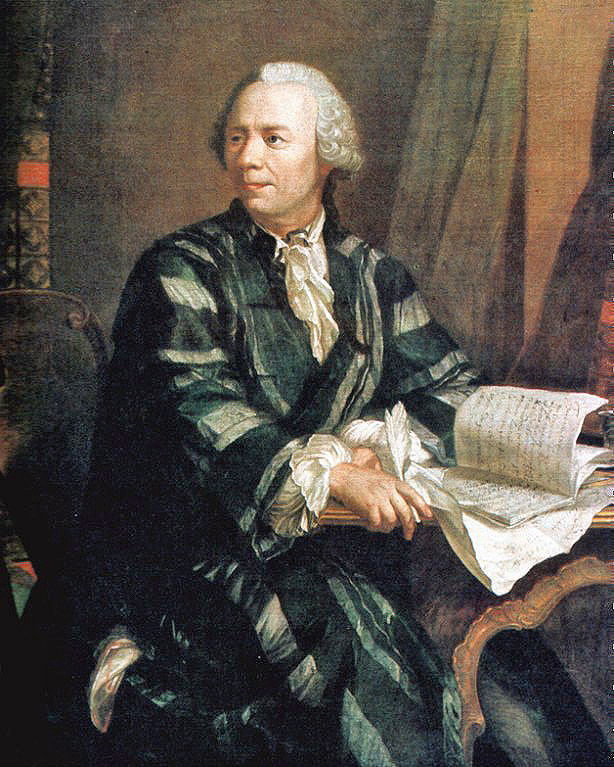
Leonhard Euler rédige la première preuve connue.

L'environnement scientifique du siècle suivant est bien différent. Les mathématiques se sont professionnalisées partout en Europe et des journaux réguliers, en particulier les publications des diverses Académies des sciences, offrent la possibilité de publier au fur et à mesure résultats et preuves. Leonhard Euler s'est intéressé au théorème des deux carrés, comme à beaucoup d'autres résultats de théorie des nombres laissés par Fermat, et on lui doit les premières preuves connues de ces énoncés.
La référence géométrique à des triangles rectangles de côtés entiers disparait complètement au profit d'un formalisme purement algébrique. Euler étudie en particulier, à côté d'autres équations diophantiennes, les trois familles d'équations suivantes :

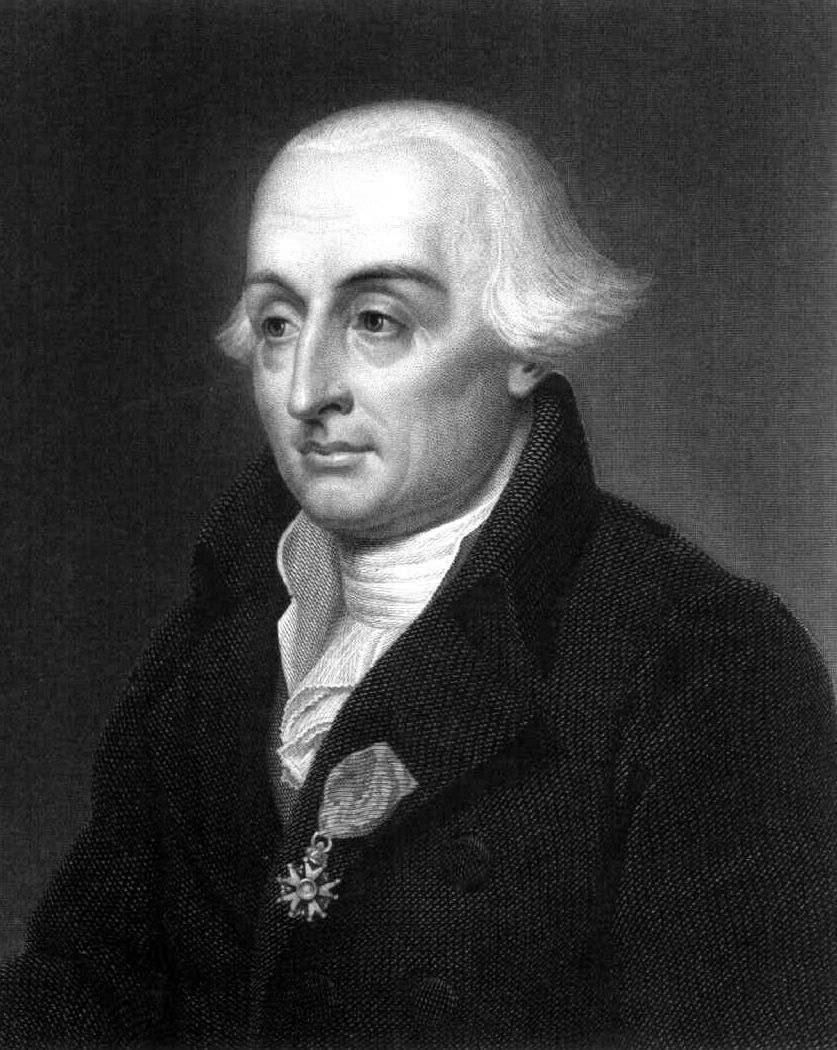
Joseph-Louis Lagrange développe un outil essentiel pour généraliser le résultat : les formes quadratiques.

Ici, m désigne un nombre entier strictement positif et p un nombre premier. La dernière équation généralise celle associée au théorème des deux carrés (cas où m est égal à 1).
En ce qui concerne le théorème des deux carrés, Euler montre d'abord qu'un nombre premier p = 4n – 1 ne divise pas une somme de deux carrés premiers entre eux, a2 + b2, en appliquant le petit théorème de Fermat. Il montre aussi qu'un diviseur d'une somme de deux carrés premiers entre eux est encore de somme de deux carrés (et donc s'il est premier, c'est soit 2, soit un entier de la forme 4n + 1) ; ce résultat s'étend au cas de m = 2 ou 3 (on trouve qu'un diviseur impair premier est congru à 1 ou 3 modulo 8 pour m = 2 et à 1 modulo 3 pour m = 3) ; dans ces derniers cas, la preuve inverse repose aussi sur des identités de puissances k-ièmes et le petit théorème de Fermat.
On trouve trace de ces résultats au fil de sa correspondance avec Christian Goldbach (qui contribue lui-même à cette étude), dès le début des années 1740, avec des publications détaillées, dans les Mémoires de l'Académie de Saint-Pétersbourg en particulier, une décennie plus tard. André Weil évoque cette période comme une « campagne de sept années » pour prouver toutes les assertions de Fermat sur les sommes de deux carrés ; jusque dans les années 1770, Euler y revient encore pour donner des variantes de ses preuves et de ces résultats.
Euler accumule aussi toutes sortes d'expérimentations numériques. Il conjecture dans ce contexte un résultat appelé à devenir une des lois centrales de la théorie des nombres, la loi de réciprocité quadratique, sans pouvoir le démontrer.
Reprenant une suggestion de Fermat, il interprète aussi le théorème sur les sommes de carrés comme un test de primalité. En effet, un nombre de la forme 4n + 1 est premier si et seulement s'il s'écrit d'une seule façon comme somme de deux carrés, et que ces carrés sont premiers entre eux. Ce critère permet à Euler de montrer que le 5e nombre de Fermat, 225 + 1, n'est pas premier car il s'écrit de deux manières comme somme de carrés :
Il élabore même une méthode de factorisation à partir d'une telle double écriture. Ironie de l'Histoire, c'est à partir d'une idée dont il est à l'origine que la conjecture de Fermat stipulant que les nombres de Fermat sont premiers est ainsi mise en défaut. Euler avait de plus prouvé que 225 + 1 est divisible par 641.
Euler cherche également à déterminer pour quels entiers μ, ν l'étude des nombres représentables sous la forme μx2 + νy2 lui fournirait encore un critère de primalité analogue. Avec l'aide de ses assistants, il trouve que le critère marche lorsque le produit μν fait partie d'une liste de 65 nombres, qu'il baptise numeri idonei, nombres idoines. En utilisant le plus grand de ces nombres, 1 848, Euler montre par exemple que 18 518 809 (= 1972 + 18 480 000) est premier.
Joseph-Louis Lagrange intègre les résultats tant théoriques que numériques d'Euler et les étend, dans un long mémoire en deux parties, intitulé Recherches d'arithmétique ». Lagrange ne se limite pas à l'étude des nombres représentés par des sommes de carrés, mais étudie plus généralement les nombres entiers qui peuvent s'écrire sous la forme ax2 + bxy + cy2, pour des entiers x, y à trouver, les entiers a, b, c étant fixés. Une telle expression est appelée une forme quadratique binaire (c'est-à-dire une forme quadratique à deux variables). Le théorème des deux carrés concerne la forme quadratique x2 + y2, c'est-à-dire celle pour laquelle a = c = 1 et b = 0. Lagrange remarque que pour que deux formes f(x, y) et F(X, Y) représentent les mêmes entiers, il suffit qu'un changement de variables x = αX + βY, y = γX + δY (avec des coefficients α, β, γ, δ entiers et tels que αδ – βγ = ±1) transforme l'une en l'autre, et que pour deux formes ainsi reliées, le discriminant b2 – 4ac de la forme est identique. De telles formes seront appelées « équivalentes » par Gauss quelques décennies plus tard et l'exploration de cette relation entre formes quadratiques par Lagrange constitue l'une des premières études connues d'une relation d'équivalence. Pour un discriminant donné, il n'y a qu'un nombre fini de classes de formes, à équivalence près.
Les deux nombres a et c sont évidemment représentés de manière primitive (c'est-à-dire avec des entiers x, y premiers entre eux) par la forme quadratique ax2 + bxy + cy2 donc par toute forme équivalente. Lagrange établit que réciproquement, tout nombre entier représentable de manière primitive par une forme est le coefficient du terme en X2 pour une forme équivalente, et que tout diviseur d'un nombre primitivement représenté par une forme est primitivement représentable par une forme de même discriminant (pas nécessairement équivalente). En particulier, si un nombre premier p divise la valeur en des entiers (non tous deux divisibles par p) d'une forme quadratique, le discriminant de la forme est un carré modulo p. La loi de réciprocité permet d'exprimer à l'inverse cette condition comme l'appartenance de p à certaines classes de congruence modulo la valeur absolue du discriminant (généralisant le fait que p doit être congru à 1 modulo 4 pour être représenté par une somme de carrés, c'est-à-dire une forme quadratique de discriminant –4).
Lagrange montre enfin comment, dans chaque classe de formes équivalentes, trouver des formes représentantes particulièrement simples : pour un discriminant négatif, il peut définir une forme représentante unique (dite forme réduite) par classe et pour un discriminant positif, la caractérisation des formes réduites fait appel à son étude sur l'équation (2) ci-dessus et aux fractions continues.
Adrien-Marie Legendre apporte sa pierre à l'édifice. Avant la fin du siècle, il introduit un symbole portant maintenant son nom permettant d'exprimer plus simplement la loi de réciprocité quadratique, qu'il croit démontrer.

### XIXesiècle: nouveaux outils et nouveaux cadres

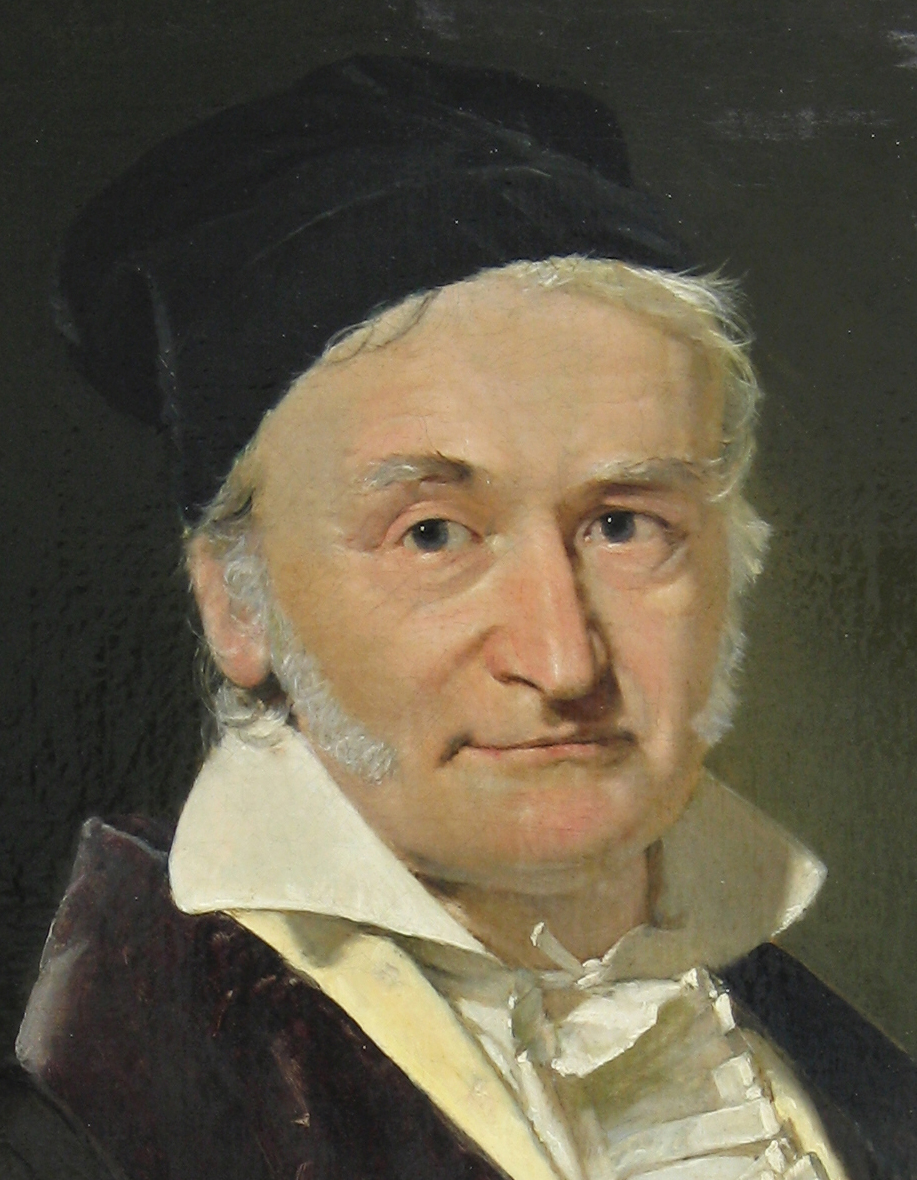
Carl Friedrich Gauss propose une nouvelle preuve et développe plusieurs outils connexes au théorème.

Au cours du XIXe siècle, l'étude des problèmes sur les nombres entiers change de statut. D'une part, elle donne lieu à de vastes synthèses théoriques, unifiant de nombreuses questions jusqu'alors éparses. D'autre part, de marginale qu'elle était dans l'ensemble des mathématiques, elle devient l'objet de nombreuses interactions avec d'autres branches, comme la géométrie ou l'analyse réelle ou complexe. Le théorème des deux carrés bénéficie de ce double changement : il est intégré dans de nouveaux cadres, utilisé parfois comme une illustration des propriétés plus ou moins profondes mises à jour, et il est démontré plus directement, ou affiné, grâce à l'emploi de méthodes géométriques ou analytiques.
En 1801, Carl Friedrich Gauss publie un livre d'arithmétique novateur. La logique suivie consiste à étudier les nombres à l'aide d'une démarche structurelle. Il découvre que de multiples configurations, maintenant dénommées anneaux euclidiens, bénéficient des mêmes propriétés et donc d'une arithmétique analogue. De nouveaux ensembles de nombres sont étudiés, parfois de cardinal fini, parfois généralisant les entiers. Ces résultats offrent des démonstrations plus simples du théorème des deux carrés, permettent de prouver la loi de réciprocité quadratique et étendent la classification des formes quadratiques de Lagrange.
Les travaux de Gauss influencent les mathématiciens du siècle. Jacobi les utilise pour établir une démonstration du nombre exact de décompositions d'un entier en deux carrés (voir supra). Richard Dedekind, le dernier en date des élèves de Gauss, propose deux preuves à la fois élégantes et concises à l'aide des entiers de Gauss. Celle présentée dans cet article est la seconde.
Si les idées de Gauss permettent de mieux comprendre les nombres, le cas général[pas clair] reste hors de portée. Pour y arriver, il faudrait être capable de classifier toutes les formes quadratiques et les avancées du mathématicien sont insuffisantes. Cette classification suppose la connaissance des structures des extensions d'entiers, appelées entiers algébriques. Si ces ensembles disposent toujours d'une addition et d'une multiplication conférant une structure d'anneau, plus la valeur n augmente plus elle devient complexe. La division euclidienne disparait, puis, fait encore plus gênant, le théorème fondamental de l'arithmétique garantissant l'unicité de la décomposition en facteurs premiers s'évanouit à son tour.
Johann Peter Gustav Lejeune Dirichlet (1805-1859) élucide la structure des éléments inversibles, Ernst Kummer (1810-1893) trouve comment remplacer les facteurs premiers manquant à l'aide d'une notion maintenant appelée idéal, Évariste Galois (1811-1832) ébauche une vaste théorie permettant de mieux comprendre comment les nombres se multiplient[pas clair]. Chacun des progrès, conséquence de l'œuvre de ces différents savants, permet de résoudre quelques cas supplémentaires[pas clair]. Le cas général[pas clair] n'est finalement résolu qu'à la dernière année du siècle grâce à la touche finale de David Hilbert.

## Démonstrations
Les différentes démonstrations sont regroupées en fonction des époques et des auteurs. En revanche, la rédaction choisie utilise le formalisme moderne : ainsi, la présentation des résultats de Diophante est très éloignée de la forme géométrique présente dans les textes originaux. Les preuves ont été choisies pour leur simplicité. En conséquence, la démonstration fondée sur les entiers de Gauss est due à Dedekind, celle utilisant les résultats de Lagrange sur les formes quadratiques est due à Gauss et certains résultats de Fermat sont exprimés en termes de résidus, vocable contemporain qui n'apparaît qu'à la fin du XVIIIe siècle. Parmi les autres démonstrations figurent notamment celle utilisant le théorème de Minkowski sur les ensembles convexes et celle en une phrase de Don Zagier, fondée sur les involutions.

### Époque de Diophante
D'après l'identité de Diophante :
- Si deux entiers sont sommes de deux carrés, alors leur produit est aussi somme de deux carrés.

Un autre constat élémentaire est le suivant :
- Si une somme de trois carrés est divisible par 4 alors les trois carrés le sont.
- Un entier de la forme 4k – 1 n'est jamais somme de deux carrés de rationnels.

### Fermat etsonpetit théorème
Une étape de la démonstration consiste à identifier et reformuler une condition nécessaire — dont chacune des cinq sections suivantes montrera qu'elle est suffisante — pour qu'un nombre premier p soit somme de deux carrés, en remarquant que si x2 + y2 est premier ou, plus généralement, sans facteur carré, alors x et y sont premiers entre eux.
Une condition nécessaire pour que p soit somme de deux carrés est donc qu'il divise une somme de deux carrés premiers entre eux. Or :

Si un entier positif divise une somme de deux carrés premiers entre eux, alors il n'est pas de la forme 4n – 1.
La première démonstration publiée, due à Euler, utilise le petit théorème de Fermat :
Cette proposition suffit à prouver que la condition pour qu'un entier positif soit somme de deux carrés est nécessaire (voir infra).
De plus, l'implication de cette proposition, restreinte aux nombres premiers, est en fait une équivalence :

Un nombre premier p ≠ 2 divise (au moins) une somme de deux carrés premiers entre eux si (et seulement si) p est de la forme 4n + 1.
De nombreuses approches permettent d'établir qu'un premier de la forme 4n + 1 divise une telle somme. Elles utilisent souvent aussi le petit théorème de Fermat. La première publiée, encore due à Euler, est, chronologiquement, le « dernier maillon » de sa preuve du théorème des deux carrés. Une connaissance plus avancée en arithmétique modulaire permet une démonstration plus expéditive.
Euler caractérisera de même par la suite les nombres premiers divisant un entier de la forme a2 + 2b2, ou de la forme a2 + 3b2, avec a et b premiers entre eux (voir infra).

### Euler et la descente infinie
La première partie de la démonstration d'Euler, présentée ici, utilise la méthode de descente infinie de Fermat. Cette méthode, souvent utilisée en arithmétique, se fonde sur les propriétés des entiers positifs. Elle propose des raisonnements par l'absurde consistant, à l'aide des hypothèses, à construire une suite infinie strictement décroissante d'entiers positifs. Comme une telle suite n'existe pas, il est démontré qu'une hypothèse est fausse.
Les démonstrations de cette nature s'appliquent plus naturellement pour l'obtention de propriété d'inexistence de solutions. Fermat l'utilise en particulier pour montrer une proposition équivalente à celle de son grand théorème pour n égal à 4. La difficulté ici consiste à appliquer cette méthode pour démontrer un résultat positif : l'existence de solution. Euler trouve une méthode astucieuse ; il établit d'abord le lemme suivant en utilisant la descente infinie :

Si un entier n > 0 est somme de deux carrés premiers entre eux, alors tout diviseur de n est somme de deux carrés.
Remarque : on retrouve comme corollaire qu'un tel diviseur n'est pas de la forme 4k – 1.
Ses étapes préparatoires à ce lemme sont :
- Si un produit pq est somme de deux carrés et si le facteur p est un nombre premier somme de deux carrés, alors l'entier q est aussi somme de deux carrés.
(Son calcul montre de plus que si un nombre premier est somme de deux carrés, alors les deux carrés sont uniques.)
- Si un produit pq (p et q entiers strictement positifs) est somme de deux carrés et si q n'est pas somme de deux carrés, alors p possède un facteur premier p' qui n'est pas somme de deux carrés.

Une fois ce résultat établi, Euler, ayant enfin réussi à démontrer que tout nombre premier p de la forme 4n + 1 divise une somme de deux carrés premiers entre eux (voir supra), en déduit que p est une somme de deux carrés.
La même méthode lui permettra de montrer, par exemple, que si a et b sont premiers entre eux, un nombre premier de la forme 8n – 1 ou 8n – 3 ne peut pas diviser a2 + 2b2 (car il serait alors lui-même de cette forme, ce qui est impossible, par un raisonnement « à la Diophante ») et « un ami » (peut-être Lexell) lui fera remarquer qu'elle montre de même qu'un nombre premier de la forme  8n ± 3 ne peut pas diviser a2 – 2b2.

### Lagrange et les formes quadratiques
Lagrange poursuit de façon plus systématique les recherches amorcées par son mentor et établit entre autres le résultat suivant :

Tout diviseur d'un nombre de la forme aα2 + bαγ + cγ2 avec α et γ premiers entre eux est de la forme Au2 + Buv + Cv2 avec B2 – 4AC = b2 – 4ac et |B| ≤ |A|, |C|.
Soit p un nombre premier congru à 1 modulo 4. Il divise une somme de deux carrés premiers entre eux (voir supra). D'après le théorème de Lagrange appliqué à (a, b, c) = (1, 0, 1), il s'écrit donc Au2 + Buv + Cv2 = p (> 0) avec B2 – 4AC = –4 < 0 (donc A, C > 0) et –4 ≤ B2 – 4B2. On en déduit que B2 est pair et ≤ 4/3, donc B = 0 et A = C = 1, si bien que p = u2 + v2.

### Gauss et ses entiers

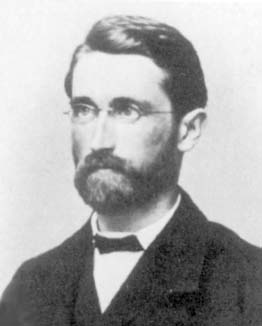
Richard Dedekind est l'auteur de la démonstration proposée ici.

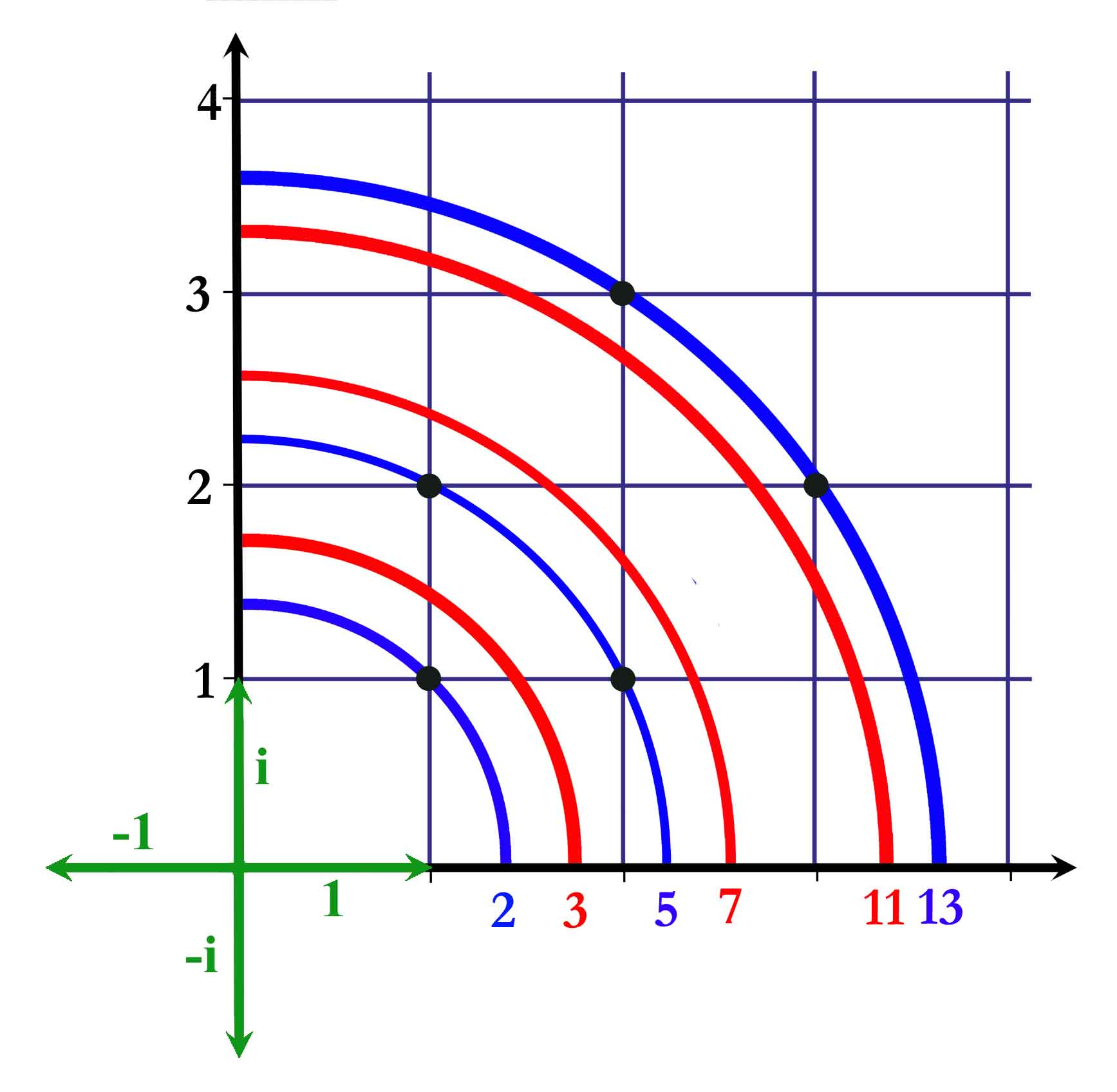
Illustration de la démonstration par les entiers de Gauss.

L'adjonction d'une géométrie euclidienne à la question des deux carrés est d'un incontestable apport. Elle permet d'introduire les outils de l'algèbre linéaire dans l'arithmétique. Elle ouvre cependant plus de questions qu'elle n'en résout. Bien peu d'outils restent disponibles pour attaquer le cas général. Gauss propose un nouvel enrichissement structurel de l'ensemble des couples de coordonnées entières. Le plan, qui dispose déjà d'une addition, d'un produit externe par un élément de ℤ et d'une forme quadratique, est en plus équipé d'une multiplication interne. Le point (a, b) de coordonnées entières est identifié au complexe a + bi. L'ensemble ℤ[i] de ces points dispose alors d'une structure d'anneau dont les éléments sont appelés entiers de Gauss.
La forme quadratique est maintenant interprétée comme une norme. À un point z est associée la norme N(z) définie comme le produit de z et de son conjugué. La norme dispose d'un double avantage pour le théorème des deux carrés : la question posée s'exprime sous une forme simple N(z) = p et la norme, qui à un entier de Gauss associe un entier positif, est multiplicative, c'est-à-dire :
(cet avatar de l'identité de Diophante peut se redémontrer en utilisant que la conjugaison est elle-même multiplicative).
Muni de cette norme, l'anneau est euclidien, c'est-à-dire que si b ≠ 0 et a sont deux entiers de Gauss :
Tout anneau euclidien est aussi factoriel, ce qui signifie que le théorème fondamental de l'arithmétique s'applique encore. Il existe ainsi des nombres premiers de Gauss et une décomposition en facteur premiers, unique à produits près par les inversibles de l'anneau.
Les normes de la forme m2 + 1 vont intervenir via la première loi complémentaire de la loi de réciprocité quadratique, simple reformulation de l'analyse faite plus haut de la propriété « p divise une somme de deux carrés premiers entre eux » :

Pour tout nombre premier p ≠ 2, il existe un entier m tel que p divise m2 + 1 si et seulement si p ≡ 1 mod 4.
Ce nouveau cadre structurel permet de démontrer le théorème en quelques lignes. Si p est un nombre premier congru à 1 modulo 4, l'objectif est de montrer l'existence d'un entier de Gauss z tel que N(z) = p. Il existe deux entiers relatifs m et q tels que m2 + 1 = pq, autrement dit :
Cette égalité prouve que p n'est pas premier comme entier de Gauss, puisqu'il ne divise ni m + i, ni m – i, le nombre complexe (m/p) ± (1/p)i n'étant pas un entier de Gauss. Il existe donc, dans l'anneau des entiers de Gauss, deux éléments non inversibles z1 et z2 dont le produit est égal à p. Leur normes sont alors différentes de 1 et de produit égal à p2. Comme p est premier, on en déduit que ces deux normes sont égales à p, ce qui termine la démonstration,.

### Lemme de Thue
Le lemme de Thue, qui n'a été démontré qu'au début du XXe siècle mais utilise simplement le principe des tiroirs de Dirichlet, permet de prouver que pour tout nombre premier p ≠ 2, la condition « –1 est un carré modulo p », identifiée plus haut (§ « Gauss et ses entiers » et « Fermat et son petit théorème ») comme équivalente à p ≡ 1 (mod 4) et nécessaire pour que p soit somme de deux carrés, est également suffisante. Plus généralement (cf. « Application du lemme de Thue aux sommes de deux carrés ») :

Un entier n > 0 est somme de deux carrés premiers entre eux si (et seulement si) –1 est un carré modulo n.
On en déduit immédiatement :
- le théorème principal : un nombre premier p ≠ 2 est somme de deux carrés si (et seulement si) p ≡ 1 (mod 4) ;
- le fait que si un entier n > 0 est somme de deux carrés premiers entre eux, alors tout diviseur de n est somme de deux carrés premiers entre eux, ce qui constitue une « version forte » du lemme qui permit à Euler de démontrer ce théorème.

### Preuve en une phrase de Don Zagier
Don Zagier a publié en 1990 une démonstration constituée d'une seule phrase :
« L'involution sur l'ensemble fini
{\displaystyle S=\{(x,y,z)\in \mathbb {N} ^{3}~|~x^{2}+4yz=p\}}
définie par
{\displaystyle (x,y,z)\mapsto \left\{{\begin{array}{cl}(x+2z,z,y-x-z)&\mathrm {si} \quad x<y-z\\(2y-x,y,x-y+z)&\mathrm {si} \quad y-z<x<2y\\(x-2y,x-y+z,y)&\mathrm {si} \quad x>2y\end{array}}\right.}
a exactement un point fixe, donc |S| est impair et l'involution définie par
{\displaystyle (x,y,z)\mapsto (x,z,y)}
a aussi un point fixe. »
En effet, un calcul élémentaire permet de vérifier d'une part que ces deux applications sont bien des involutions de S (si bien que la parité du nombre de points fixes de chacune d'elles est la même que celle du nombre |S| d'éléments de S) et d'autre part que la première a un unique point fixe (le triplet (1, 1, k), où k est l'entier tel que p = 4k + 1). Ceci prouve que la seconde involution a un nombre impair de points fixes, donc au moins un, ce qui permet d'écrire p sous la forme x2 + (2y)2.
Cette démonstration a été par la suite reprise en particulier dans l'ouvrage Raisonnements divins. La preuve de Heath-Brown était elle-même inspirée par une preuve de Liouville. La technique de la preuve est une analogie combinatoire du principe topologique que la caractéristique d'Euler d'un espace topologique avec une involution a la même parité que celle de l'ensemble de ses points fixes. Elle fait penser à l'utilisation des involutions à changement de signe dans les preuves de bijections combinatoires. Une interprétation visuelle élémentaire de cette preuve a également été proposée.

### Généralisation à tous les entiers
Une fois connus les nombres premiers somme de deux carrés, il devient possible de généraliser la question à tous les entiers :

Un entier n > 0 est somme de deux carrés d'entiers si, et seulement si, dans sa décomposition en facteurs premiers, les nombres premiers congrus à 3 modulo 4 figurent à une puissance paire.

## Résultats connexes
En 1654, à la fin d'une lettre à Pascal, Fermat conjecture que pour tout nombre premier p :
- si p ≡ 1 mod 3 alors p est de la forme x2 + 3y2 et[69] p ≠ 3 ;
- si p ≡ 1 ou 3 mod 8 alors p est de la forme x2 + 2y2 et[69] p ≠ 2[70].

Les réciproques sont immédiates, par des raisonnements « à la Diophante ».
Ces deux conjectures sont pour la première fois démontrés par Euler, en 1759 et, pour le cas p ≡ 3 mod 8, 1772.
Une question naturelle est d'identifier également les entiers positifs qui divisent une somme de deux carrés premiers entre eux, c'est-à-dire (voir supra) les entiers modulo lesquels –1 est un carré, donc (§ « Lagrange et les formes quadratiques » ou § « Lemme de Thue ») les entiers égaux à une somme de deux carrés premiers entre eux.
- Un entier strictement positif est somme de deux carrés premiers entre eux si et seulement si tous ses facteurs premiers sont de la forme 4k + 1, sauf le facteur 2, qui peut apparaître au plus à la puissance 1[74],[75].